# 卡拉陶纳斯
卡拉陶纳斯，是西班牙安达卢西亚自治区格拉纳达省的一个市镇。总面积5平方公里，
2001年普查人口總數為193人，人口密度為每平方公里39人。